# Combate de Martín García (1814)
El Combate de Martín García, parte de la Campaña Naval de 1814, se libró entre los días 10 y 15 de marzo de 1814 entre las fuerzas de las Provincias Unidas del Río de la Plata al mando del entonces oficial británico de origen irlandés Guillermo Brown y la flotilla española bajo el mando del capitán de fragata Jacinto de Romarate fondeado en la Isla Martín García. 
Tras un combate naval en que resultaron vencedores los realistas, sufriendo los atacantes revolucionarios numerosas pérdidas, estos consiguen reagruparse y tomar por asalto la isla de Martín García, derrotando al coronel Domingo Estanislao de Luaces obligando a los realistas a abandonar la isla. Romarate decide retirar la flotilla española del lugar en dirección a la desembocadura de los ríos Negro y Uruguay, no atreviéndose la flotilla enemiga a seguirlo.
La victoria conseguida por Brown, al tomar la isla, aseguró para las Provincias Unidas el control del acceso a los ríos interiores, y tras reparar sus buques, posibilitó estrechar el bloqueo sobre Montevideo. Romarate falto de reparaciones y munición dirigió sus fuerzas a la desembocadura de los ríos Negro y Uruguay en busca de provisiones, y allí fue a buscarlo otra flotilla rioplatense al mando del comodoro Thomas Nother, si bien este jefe español obtuvo luego una victoria en el Combate de Arroyo de la China, no tuvo aquella acción consecuencia alguna en la campaña naval. La decisiva victoria revolucionaria en el Combate naval del Buceo provocó la capitulación de Montevideo. Un mes más tarde la flotilla de Romarate todavía sigue arbolando el pabellón español, hasta el 22 de julio, en la que una junta de oficiales decide capitular, quedando libres de volver a España.

## El conflicto
El 25 de mayo de 1810 se produjo un movimiento revolucionario en Buenos Aires que depuso al virrey Baltasar Hidalgo de Cisneros y formó una Junta Provisoria de Gobierno, la Primera Junta. Montevideo decidió desconocer su autoridad y reconocer al Consejo de Regencia de España e Indias establecido en Cádiz. 
Sublevada la campaña de la Banda Oriental tras el "Grito de Asencio", la ciudad de Montevideo fue sitiada por tierra por las milicias bajo el mando de José Gervasio Artigas y las fuerzas de Buenos Aires al mando de José Rondeau.

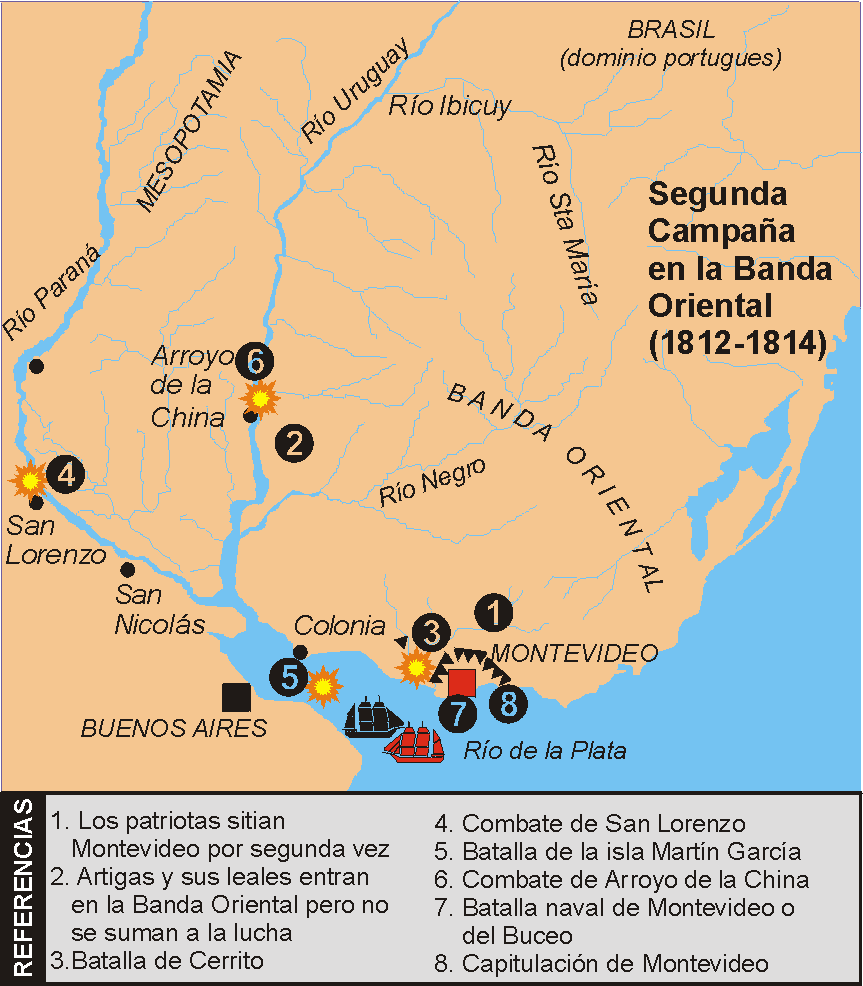

No obstante el control del Río de la Plata y los ríos Uruguay y Paraná permanecían bajo el control de la escuadra española. La primera flotilla naval patriota, que se dirigía por el Río Paraná llevando refuerzos al ejército de Manuel Belgrano en campaña contra la rebelde Intendencia del Paraguay, fue destruida el 2 de marzo de 1811 por la escuadra de Montevideo al mando de Jacinto de Romarate en el combate naval de San Nicolás.
En esas circunstancias, Montevideo estuvo en condiciones de bloquear a su vez al puerto de Buenos Aires, bombardearlo, efectuar incursiones en los ríos interiores y consiguientemente impedir la caída de la plaza.
Tras el fracaso del armisticio pactado el 20 de octubre de 1811 entre el Primer Triunvirato y el Virrey Francisco Javier de Elío, el 20 de octubre de 1812 se inició el segundo sitio de Montevideo. La tenacidad de los defensores y su control de los ríos y la falta de medios de los atacantes para quebrar esa situación mantuvo el frente sin mayores cambios hasta 1814.
Tampoco contribuyeron al esfuerzo patriota las violentas disensiones surgidas entre las tropas de Buenos Aires y las milicias orientales acaudilladas por Artigas.
No obstante, para ese entonces algunas expediciones organizadas por los sitiados para obtener víveres fracasaron (entre ellas la derrotada por José de San Martín en el Combate de San Lorenzo), y lo obtenido no alcanzaba para cubrir las necesidades de la plaza, que se vio crecientemente acuciada por el hambre y las enfermedades, principalmente el escorbuto.

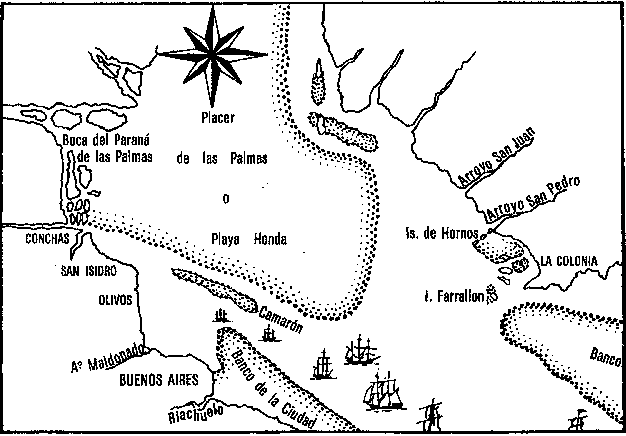
Mapa del Río de la Plata de la época.

### La segunda escuadra
El 5 de noviembre de 1813 por la renuncia de José Julián Pérez se incorporó Juan Larrea al Segundo Triunvirato, junto a Gervasio Antonio Posadas y Nicolás Rodríguez Peña.
La situación era mala. Manuel Belgrano retrocedía sobre la línea de La Quiaca tras las derrotas en Vilcapugio y Ayohuma, Chile era invadido por las tropas de Lima y presa de conflictos internos se encaminaba al desastre de Rancagua, Montevideo ya encerraba una guarnición que duplicaba el ejército que la sitiaba ya sin esperanza de rendirla por el dominio del mar que sostenía y José Gervasio Artigas sublevaba la campaña oriental promoviendo la defección de la Provincia de Entre Ríos y la de Corrientes.
Larrea empezó a evaluar la factibilidad de formar una nueva escuadra para forzar la situación en el frente oriental. Pronto quedó de manifiesto que las posibilidades de que el Estado lo hiciera eran nulas. 
Las fuerzas navales eran inexistentes: sólo se disponía de una balandra y del 
lanchón del puerto. El Arsenal contaba apenas con 30 cañones y carronadas de distintos calibres y casi inútiles por el uso, unos pocos fusiles y menos de 200 quintales pólvora. No había en depósito jarcias, madera, betún, lonas, cables ni implemento alguno. No existían ni experiencia ni protocolos para el reclutamiento e instrucción de oficiales, marineros ni infantes de marina. Finalmente, y principal condicionante para revertir esa situación, el tesoro contaba con sólo mil pesos, los recursos de aduana eran mínimos debido al bloqueo, y el crédito estaba agotado.
Larrea optó entonces por promover un convenio con el norteamericano Guillermo Pío White, rico comerciante nativo de Boston y comprometido entonces con la causa revolucionaria, quien adelantaría los fondos necesarios para financiar la adquisición de los navíos y su equipamiento, con cargo a una posterior compensación, ligada indefectiblemente al éxito de la empresa. El 28 de diciembre de 1813 se firmó el convenio entre el Triunvirato y White.
A comienzos de 1814 se optó por concentrar el poder ejecutivo en el llamado Director Supremo de las Provincias Unidas del Río de la Plata. Fue elegido Gervasio Antonio Posadas y Juan Larrea fue nombrado como Ministro de Hacienda, por lo que el proyecto se mantuvo en pie. 

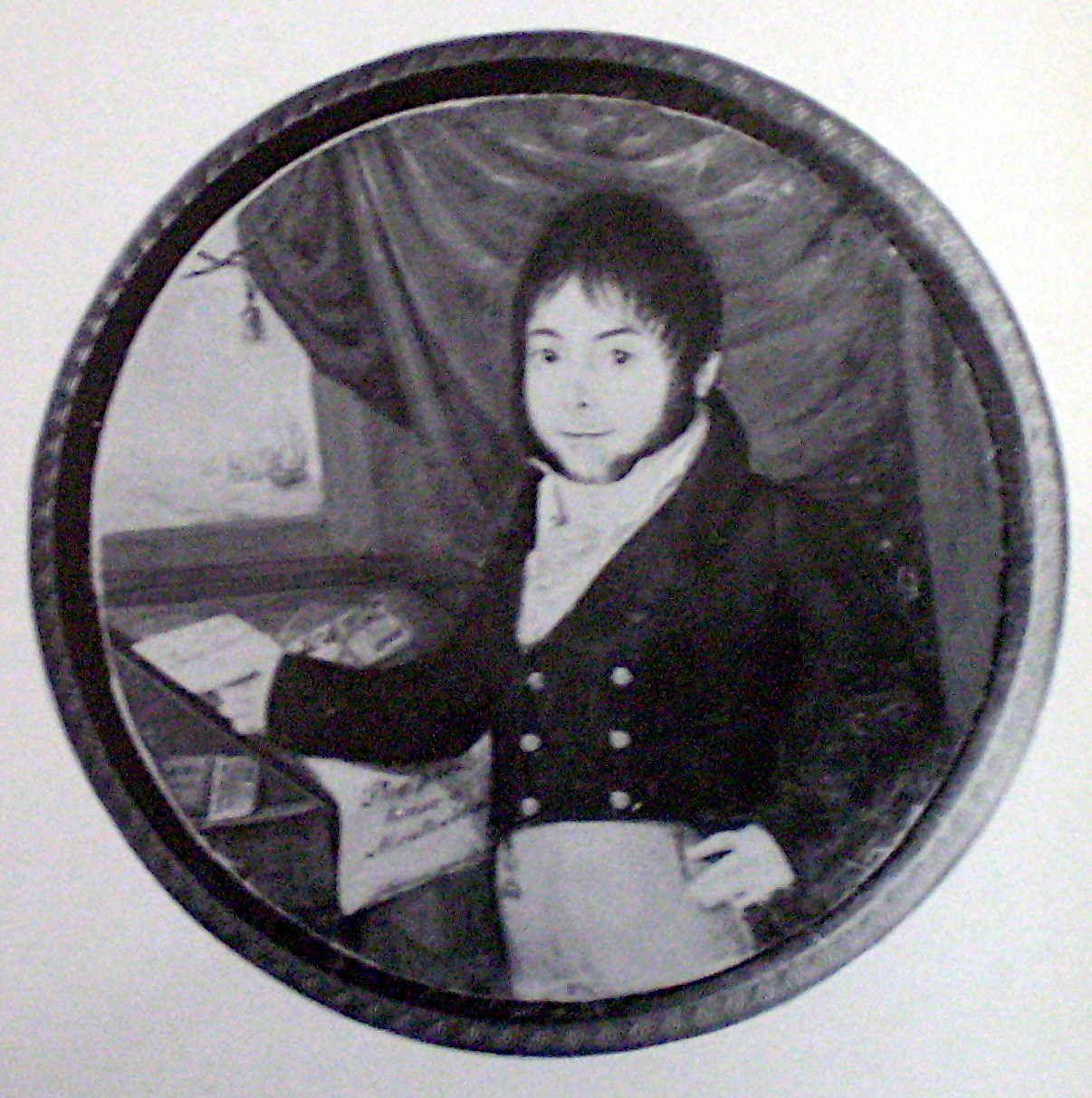
Juan Larrea.

En sólo dos meses se armó la escuadrilla y se alistaron las tripulaciones, compuestas en su oficialidad y marinería principalmente por extranjeros, mientras que la tropa embarcada era en general compuesta por criollos.
La cuestión del mando fue motivo de un fuerte debate. Los principales candidatos eran el teniente coronel norteamericano Benjamin Franklin Seaver, comandante de la goleta Juliet, quien era apadrinado por su compatriota Pío White, el corsario Estanislao Courrande, quien desde 1803 hostilizaba el comercio inglés con acciones corsarias y por último el irlandés Guillermo Brown.
La decisión finalmente recayó en Brown, incluyendo el voto de Pío White, en parte por su carácter (la experiencia era algo compartido por todos los candidatos), pero en mayor medida por el ascendiente que tenía o podía asegurar llegado el momento sobre la oficialidad y marinería que era principalmente oriunda de las islas británicas: irlandeses, ingleses y escoceses.

## Acciones previas

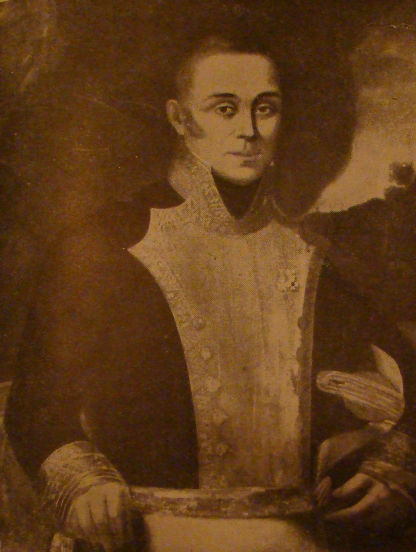
Jacinto de Romarate Salamanca.

El 7 de julio de 1813 un grupo de 13 soldados revolucionarios al mando del Teniente José Caparrós efectuó una sorpresiva y exitosa incursión en la Isla Martín García, aún en manos realistas y guarnecida por 70 hombres.  
El Río de la Plata era de muy difícil navegación por los extensos bancos de arena que lo reducían al cabotaje de escaso calado o forzaban el uso de los pocos canales naturales existentes, sujetos por otra parte a las variaciones productos de la sedimentación y de los vientos cambiantes. La Isla Martín García controla el canal oeste, llamado Martín García o Buenos Aires, que por su relativa profundidad era paso obligado para cualquier nave que con un calado tan escaso como de 2 o 3 metros quisiera acceder a los ríos interiores, sea al Paraná por sus brazos de las Palmas o del Guazú o al Uruguay, cerrado por el oeste por el extenso banco de las Palmas o Playa Honda.
Ante el riesgo de perder el dominio de la estratégica isla, y con el objetivo de tener una base de ataque a Colonia del Sacramento, ocupada por los revolucionarios, a principios de 1814 Jacinto de Romarate fortificó la isla y estacionó una flota de 9 embarcaciones artilladas con piezas de 18 y 24.
Alarmados por las noticias de la formación de la nueva flota porteña, se había también propuesto en Montevideo atacar en Buenos Aires antes de que estuviera en operaciones, pero la rapidez en su formación y puesta en batalla tornó inviable el plan.
Por su parte, tras recibir los despachos de teniente coronel, Brown inició su campaña saliendo con parte de la flota rumbo a Colonia del Sacramento, entonces en poder de los patriotas.

## La batalla

### Las fuerzas contendientes
La fuerza patriota contaba con la fragata Hércules, buque insignia al mando del sargento mayor Elías Smith, la corbeta Céfiro (sargento mayor Santiago King), el bergantín Nancy (sargento mayor Richard Leech), la goleta Juliet (teniente coronel Benjamin Franklin Seaver), la goleta Fortuna (John Nelson), el falucho San Luis (sargento mayor John Handel) y la balandra Carmen (comandante Samuel Spiro).
La escuadra española estaba compuesta por los bergantines Belén (capitana), al mando del teniente de fragata Ignacio Reguera, Aránzazu y Gálvez, comandado por el teniente de fragata Pascual de Cañizo, las balandras Americana (alférez de fragata Ignacio Flores) y Murciana, las cañoneras Perla, Lima (José Ignacio de Sierra) y San Ramón y un lanchón, a los que se sumaron cuatro embarcaciones menores de apoyo.
Así, si bien el número de navíos mostraba una relativa paridad, el total de bocas de fuego favorecía a la armada patriota. Con 91 cañones, 430 hombres de marinería y 234 de tropa frente a los 36 cañones (dos en tierra en batería) y 442 hombres de los realistas, la ventaja estaba supuestamente del lado revolucionario. No obstante, la tercera parte de esa fuerza se reducía a la capitana, la Hércules, por lo que esa ventaja estaba fuertemente ligada a su suerte, lo que sería determinante en el curso de la batalla.

### Disposición de batalla
El día 8 Brown, que se encontraba frente a Colonia con la Hércules, la Fortuna, el San Luis y la Carmen, divisó tres bergantines españoles en dirección noroeste. Los siguió hasta el anochecer, momento en que habiendo verificado que entraban al canal de Martín García y se dirigían a la isla, torció rumbo a Buenos Aires en busca de refuerzos.
Ese día a las 20.00 la escuadrilla española soltó anclas en el canal del fondeadero de Martín García, al oeste de la isla. Romarate formó sus buques en línea este-oeste, cubriendo en media luna el canal del fondeadero, con el apoyo por tierra de la fusilería y dos cañones de a 6 de la tropa y vecinos de la isla al mando del Alférez del Regimiento del Fijo José Benito de Azcuénaga.
El día 9 a las 14.00 Brown se encontró con la Céfiro, la Juliet y la Nancy, por lo que se dirigió hacia Martín García al encuentro del enemigo.
El día 9 a las 17.00 la escuadra patriota fondeó sobre el canal a 4 leguas al sudeste del enemigo, con el banco Santa Ana a estribor. El 10 por la mañana se pusieron en vela con viento ligero del estesudeste dirigiéndose sobre Romarate por ambos canales. 
El plan de Brown consistía en atacar por frente y retaguardia a la línea española. A esos efectos destacó una división compuesta por el Fortuna, Carmen y San Luis para que rodeando por el oeste el banco situado a estribor de los realistas cayera sobre su retaguardia mientras la fuerza principal atacaba su frente. Formaba esta división la Hércules sobre el ala izquierda, luego la Céfiro, el Nancy y la Juliet sobre el ala derecha.

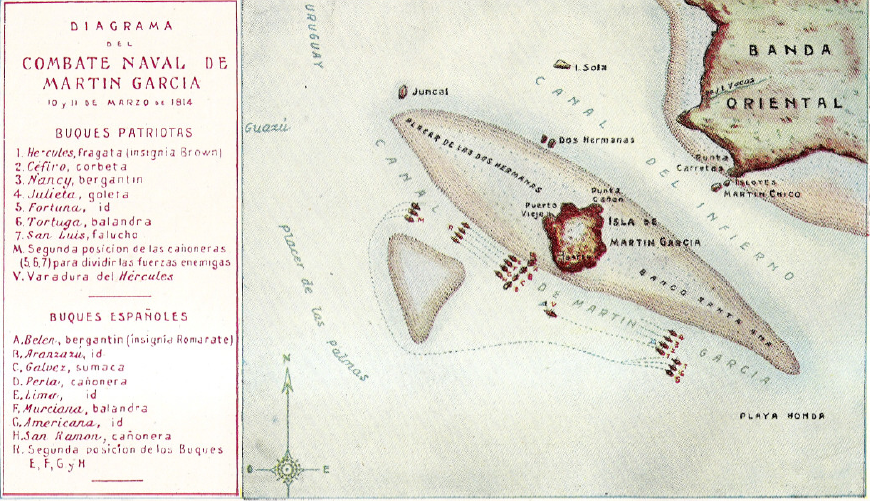
Croquis del Combate de Martín García (donde se refiere a Tortuga debe leerse Carmen)

### La batalla naval

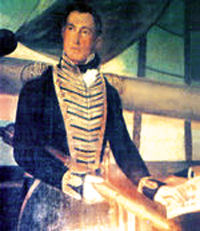
Brown (óleo de F.Goulu, 1825).

No obstante el ataque no fue simultáneo. A las 13:30, sin que estuviera aún en posición la división de flanqueo, la escuadra de Brown, en vanguardia la Juliet por tener el mejor práctico, abrió fuego vivo sobre los realistas que fue de inmediato respondido.
La capitana argentina intentó avanzar bajo fuego sobre la enemiga pero habiendo perdido a su piloto varó en el banco del oeste de la isla bajo tiro de cañón y de proa al enemigo, con lo que sufrió el fuego sostenido enemigo con fuertes pérdidas y sin poder responder más que con tres cañones, dedicando sus cañones de banda a las baterías en tierra. Brown cuestionó en su parte la manera en que el resto de la escuadra «se condujo durante la acción, a pesar de haberse hecho todas las señales y haber ido personalmente en mi bote antes de las 12 de la noche a instar y suplicar su apoyo, todo lo cual resultó inútil». 
Asegurado el frente, Romarate envió a las balandras Americana y Murciana, a la cañonera Perla y a la lancha corsaria del navío Salvador a enfrentar a la división revolucionaria destacada por el canal del norte, la que tras un ligero intercambio de disparos se replegó y unió al resto de la escuadra. El combate siguió hasta anochecer, llevando la fragata Hércules la peor parte.
En esta, la primera y más sangrienta jornada del Combate de Martín García, Romarate consiguió rechazar exitosamente el asalto. Hubo 45 muertos y 50 heridos y las pérdidas de la fuerza atacante fueron elevadas. Se contaban entre ellas la de los Comandantes Benjamín Seaver y Elías Smith, así como el Jefe de las tropas embarcadas el capitán francés Martín de Jaume, el Teniente Segundo Robert Stacy, el grumete Edward Price, los marineros Richard Brook y William Russell y el cocinero Peter Brown. 
Bernard Campbell, quien era el cirujano en jefe, tuvo momentos muy difíciles debiendo tratar a los heridos con medios asistenciales inadecuados. Entre los heridos se encontraban el mayordomo Tomas Richard y los marineros James Stone, Henry Harris, Elsey Miller y Anthony O’Donnell.
Al amanecer del día 11, se reinició el fuego hasta las 8:45, en que finalmente la Hércules con sus velas y aparejos destrozados y 82 impactos en el casco consiguió zafar de la varadura aprovechando la marea y con el trinquete, su única vela utilizable aunque acribillada de metralla y bala, pudo salir del canal y retirarse maniobrando por el Banco de las Palmas. 
A las 17 de ese día Romarate dirigió su parte al Comandante del Apostadero de Montevideo, Miguel de la Sierra. Informaba reducidas bajas propias, 4 muertos y 7 heridos, que desembarcó en la isla y juzgaba que dadas las pérdidas sufridas, apenas estuviera en condiciones la flota patriota pondría rumbo a Buenos Aires, por lo que solicitó a su comandancia, aparte de pólvora y munición de todos los calibres, urgentes refuerzos para aniquilarla antes de que se refugiaran en puerto, suponiendo ya estarían movilizadas las fuerzas de Montevideo:

Si V.S. ha echado fuera de ese puerto, como creo, a la Mercurio, Paloma, queche Hiena y Cisne, y se hallan sobre Islas de Hornos o Valizas, son perdidas las fuerzas de Buenos Aires, y sino, será muy dolorosa su falta en esta ocasión tan crítica.
Parte de Romarate, Carranza, obra citada.

A la espera de refuerzos, Romarate desembarcó dos cañones al mando del alférez de fragata y primer piloto Francisco Paloma para reforzar las fuerzas de tierra y su fuego cruzado contra los enemigos «si acaso vuelven».
No obstante Romarate había juzgado mal por partida doble. Por un lado, la escuadra española al mando del capitán de fragata José Primo de Rivera y Ortiz de Pinedo negligentemente no se había movilizado en previsión de que se precisara como refuerzo, fuera en caso de derrota como apoyo o de victoria, y las medidas tomadas tras conocerse el parte fueron de tal morosidad que Romarate jamás recibió ni refuerzos ni abastecimientos.
También a diferencia de lo que suponía Romarate, y poniendo de manifiesto en su adversario un carácter opuesto al de su compatriota y cercano al propio, tras las reparaciones y contando con el solo refuerzo de 49 hombres (23 Dragones y 23 infantes del Regimiento N.º 6, con sus oficiales, respectivamente el alférez de dragones Gervasio Espinosa y el subteniente del 6.º Luis Antonio Frutos) enviados en la goleta Hope por el comandante de Colonia del Sacramento Vicente Lima, al mando del teniente primero del Regimiento de Dragones de la Patria Pedro Oroná, y de 17 milicianos, paisanos de Las Conchas, Brown volvió contra toda previsión al ataque.

### El asalto
Incapaz de volver a enfrentarse de manera directa a la flota española, el comandante argentino cambió su estrategia. Con los escasos refuerzos recibidos mantenía una fuerza de infantería superior a la guarnición de la isla. Si conseguía atacar por sorpresa y con suficiente rapidez para evitar que Romarate desembarcara sus tropas y desnivelara el combate era factible tomar la plaza.
En la mañana del 13 Brown envió un análisis de la situación a Larrea, planteando que la isla debía «ser atacada esta noche misma, si es posible, antes que venga una expedición de Montevideo, donde se trabaja con afán en aprontar una fuerza superior». Confiaba en haber dañado los buques de Romarate y en los informes de tres marineros italianos y uno portugués que sostenían que de los soldados en recuperación en la isla, alrededor de 750 hombres habían ya retornado a Montevideo.
El 14 Brown remitió órdenes al capitán Baxter indicando que recibiera a bordo de la Juliet tantos hombres de la Hércules como pudiera transportar en cubierta, se dirigiera al sitio de desembarco elegido y una hora después de recibir la señal procediera al desembarco. La señal indicada «durante la noche será de dos faroles verticales y un cohete (…) durante el día la señal será la número 105». Expresaba luego sus deseos de que desembarcaran 20 marineros de la Juliet, 20 del Nancy, 20 de la Céfiro y 50 de la Hércules, en total 110 marineros que se sumarían a los 230 de tropa.
No habiendo más que oficiales subalternos se convino hacer una junta para decidir el comando del asalto planeado. Fue elegido el teniente Oroná quien resolvió dividir sus fuerzas en tres divisiones de unos 80 hombres. La 1° división la puso al mando del teniente del Regimiento n.º 2 Manuel José Balbastro, siendo su segundo el alférez de Dragones Gervasio Espinosa. La 2° quedó a cargo del teniente del N°2 Manuel Castañer y el subteniente del Regimiento n.º 6 Luis Antonio Frutos, mientras que la 3° división fue puesta a las órdenes del teniente del ejército Jaime Kainey con el subteniente del Regimiento Granaderos de Infantería Mariano Antonio Durán.
A las 20:00 del día 14 fondeó sigilosamente a media milla al sudeste frente al fondeadero llamado Puerto Viejo (Puerto del Pescado) y a las 02:30 del día 15 desembarcaron en 20 minutos y por orden de divisiones los 240 hombres, transportados mediante 8 barcazas. Al acercarse los botes les hicieron fuego algunos enemigos emboscados en el monte que al recibir las primeras descargas y dos tiros de cañón huyeron al interior de la isla.
Asegurado el desembarco, Brown llevó la escuadra en dirección a los buques españoles para simular un ataque como distracción del esfuerzo principal.
El avance sobre la plaza iniciado a las 4 de la mañana fue detectado y al subir el cerro para acceder al puerto recibieron el fuego de las fuerzas realistas. En el momento en que la defensa se apercibió del ataque, la flota de Brown inició un cañoneo como distracción desde el oeste sobre la escuadra española.

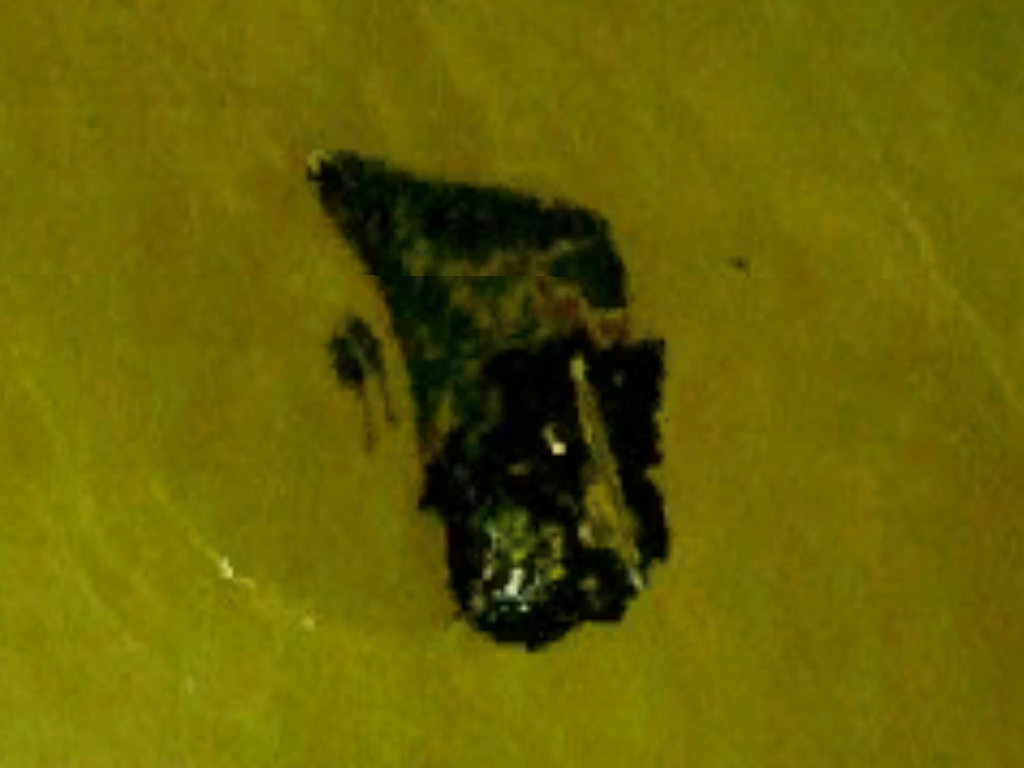
Imagen satelital de Martín García.

El ataque, efectuado bajo el fuego enemigo y a la carrera por camino fragoso y ascendente, se detuvo brevemente. En ese momento crítico se ordenó al pífano y al tambor tocar la marcha Saint Patrick’s Day in the Morning ("En la Mañana de San Patricio"). El avance de las tropas se renovó con gran empuje siendo el fuerte atacado a bayoneta calada. Los españoles se vieron sobrepasados y se rindieron tras veinte minutos de combate, con lo que el Teniente Jones de la Céfiro capturó la batería volante, volteó los cañones contra los navíos españoles e izó la insignia de las Provincias Unidas en la isla.
Muchos de los defensores, al igual que la mayoría de los pobladores, pudieron refugiarse en los barcos, sólo algunos fueron copados en una balandra que no tuvo tiempo de huir pese a la protección de los fuegos de la escuadra: "...en ella se encontraron algunos soldados enemigos los que hicieron una dura resistencia hasta que fueron pasados a deguello".
Los realistas tuvieron 10 muertos, 7 heridos y 50 prisioneros (9 de tropa, 21 de milicias y 20 de Morenos). Las bajas de los atacantes consistieron en tres soldados muertos y cinco heridos. Fueron heridos levemente también el comandante de la fuerza, teniente Pedro Oroná y el subteniente de milicias Pedro Aguilar. Los habitantes, al igual que los restantes miembros de la guarnición consiguieron embarcar en la flota. 
Romarate, careciendo de la pólvora y munición solicitada debió mantenerse al margen como testigo de la victoria de sus adversarios.
El último combate se produjo al amanecer del 15 cuando la balandra Carmen al mando de Spiro que se había acercado "a espía" durante la noche, rompió el fuego a tiro de fusil contra el enemigo. 
En un escueto parte, Brown comunicó al ministro de gobierno Juan Larrea "...que la Isla Martín García fue tomada por las fuerzas de mar y tierra, bajo mi comando, el lunes último a las cuatro y media de la mañana ...Ruégole me escriba acerca de cómo debo disponer de la isla y la fuerza naval". Recién frente a Montevideo, el 19 de abril de ese año, se extendería en los detalles de la acción y en las pérdidas sufridas.
En ese, su parte definitivo, Brown listó algunas de las bajas de la Hércules en las jornadas del 10 y 11. De oficialidad y marinería: el capitán Elías Smith, el teniente 3° Roberto Stacy, el timonel Antonio Castro, grumete Eduardo Price, los marineros de 1° clase Ricardo Brook y Guillermo Russell, los de 2° Francisco Guevara, Salomón Lyon, Felipe Rico, Lázaro Molina y Joaquín Uraqui, y el cocinero Pedro Brown. De la tropa: el capitán Jaime Martín de Jaume y los soldados Tomás Felisa, José Antonio Balija, José Herrera, Silvestre Murúa, Juan Olivera, Marcos Ávila, José Antonio Tolosa, José González.

## Consecuencias
Al no contar con los auxilios que había solicitado, y contando con el auxilio comprometido por Fernando Otorgués, segundo de José Gervasio Artigas, quien ante la inminencia del desenlace del sitio de Montevideo que había abandonado a comienzos del año se veía enfrentado a Carlos María de Alvear, 
Romarate aprovechó el viento que varió repentinamente al sudeste, produciendo la creciente, lo que le dio la oportunidad de escapar por sobre los bancos, y se vio obligado a refugiarse en la desembocadura de los ríos Negro y Uruguay.
El 25 en cumplimiento de las órdenes de Juan Larrea, fueron embarcados los prisioneros, se incendiaron las casas, y se evacuó a la población remanente de la isla, tras lo que la escuadra zarpó, arribando el 26 a Colonia, donde los prisioneros fueron desembarcados. Brown, ignorando los apremios de la superioridad de perseguir a Romarate, destacó a esos efectos sólo una pequeña división, suponiendo que Romarate carecía de pólvora y munición (lo que era cierto hasta ser abastecido por Otorgués) y bastaba con asegurar su aislamiento mientras él con el grueso de la escuadra se dirigía a lo que consideraba el verdadero objetivo a alcanzar, la aniquilación de la escuadra de Montevideo y el cierre del bloqueo de esa ciudad.
La batalla de Martín García fue así el comienzo de la campaña de los cien días que liderada por Guillermo Brown aniquiló el poder naval de España en el Río de la Plata y forzó la rendición de su último baluarte en el estuario, Montevideo.